# Euryglossina atomaria
Euryglossina atomaria là một loài Hymenoptera trong họ Colletidae. Loài này được Cockerell mô tả khoa học năm 1914.